# ダラーラ・IR-00

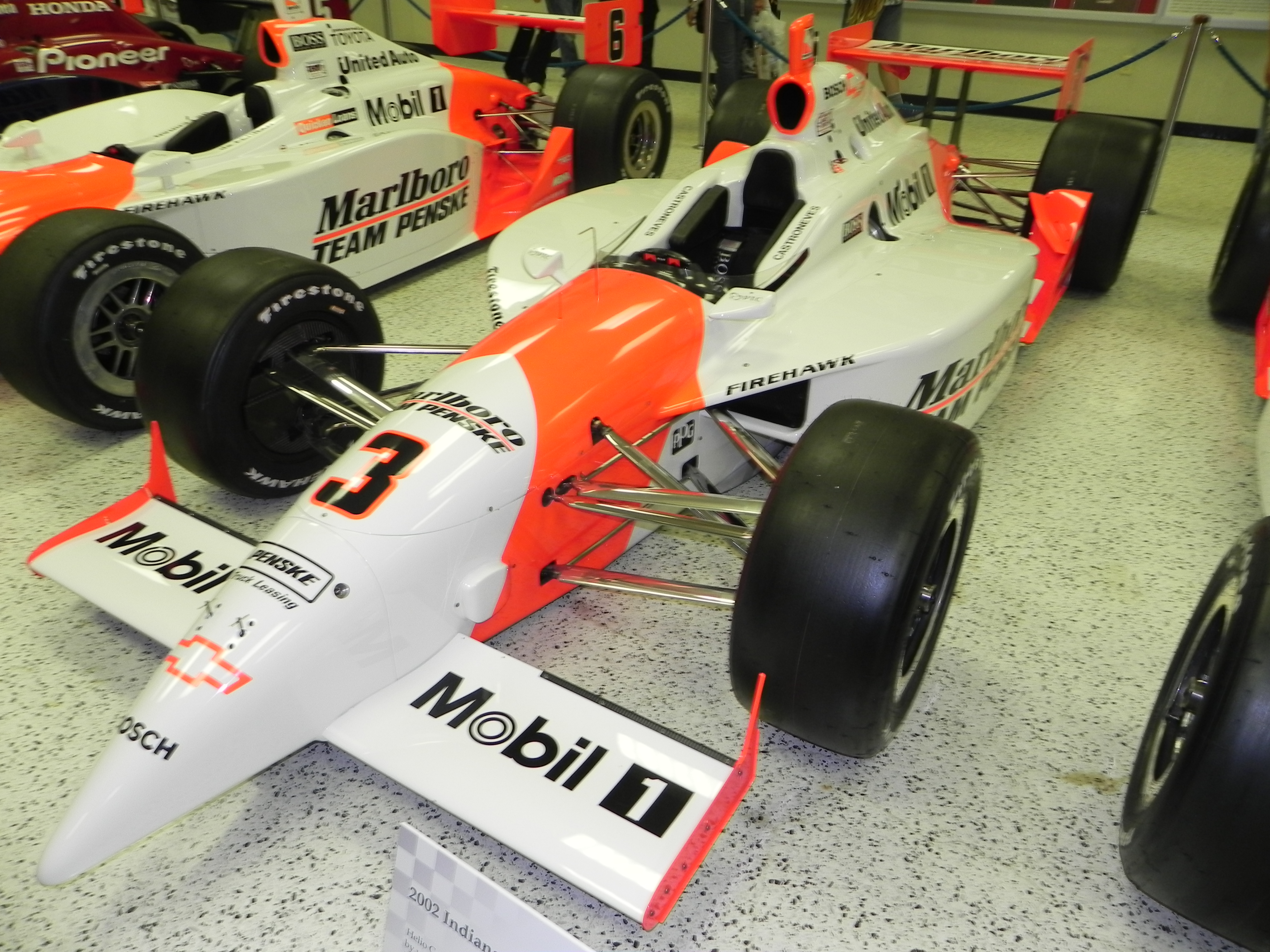
ダラーラ・IR-02

ダラーラ・IR-00（Dallara IR-00）、発展改良型のダラーラ・IR-01（Dallara IR-01）およびダラーラ・IR-02（Dallara IR-02）は、イタリアのレーシングカーコンストラクター、ダラーラが製作したフォーミュラカーである。2000年から2002年まで、インディカー・シリーズで使用された。